# Fabian Schär
Fabian Lukas Schär (* 20. Dezember 1991 in Wil) ist ein Schweizer Fussballspieler, der seit Sommer 2018 bei Newcastle United unter Vertrag steht.

## Karriere

### Vereine
Schär spielte in der Jugend bei den Nachwuchsvereinen des FC Wil. Sein Debüt in der Challenge League gab er mit 17 Jahren am 29. November 2009 gegen Stade Nyonnais (0:0). Sein erstes Tor erzielte er am 30. Oktober 2010 gegen Yverdon-Sport. Beim FC Wil wurde er 52-mal aufgeboten und erzielte als Innenverteidiger neun Tore.

#### FC Basel
Am 4. Juli 2012 verpflichtete der FC Basel Schär. Er unterschrieb einen Dreijahresvertrag bis zum 30. Juni 2015 mit einjähriger Option. Sein Super-League-Debüt für den FC Basel gab er am 29. September 2012 auswärts im Stade Olympique de la Pontaise beim 1:1-Unentschieden gegen den FC Lausanne-Sport. Sein erstes Tor in einem Pflichtspiel erzielte er per Kopfball beim 3:2-Heimsieg gegen Servette am 7. Oktober 2012 nach einem Eckball von Fabian Frei.
Am Ende der Saison 2012/13 wurde Schär mit dem FC Basel Schweizer Meister und stand im Final des Schweizer Cups, den man im Penaltyschiessen verlor. In der UEFA Europa League 2012/13 rückte er mit dem FC Basel bis in den Halbfinal vor und schied dort gegen den amtierenden UEFA-Champions-League-Sieger FC Chelsea mit dem Gesamtergebnis von 2:5 aus.
Die Spielzeit 2013/14 war für Basel sehr erfolgreich. Das Team beendete die Fussballmeisterschaft 2013/14 als Schweizer Meister und stand erneut im Final des Schweizer Cups, der aber nach Verlängerung verloren ging. Basels Champions-League-Saison endete zwar nach der Gruppenphase, aber in der Europa League avancierte er bis in den Viertelfinal. Schär hatte unter Trainer Murat Yakin insgesamt 35 Einsätze, davon 22 in der Super League, 1 im Cup, 10 in der Champions und 2 in der Europa League. Er schoss dabei 6 Tore (4 Meisterschaft, 2 Champions League).
Für Schär und den FCB war die Spielzeit 2014/15 ebenfalls sehr erfolgreich. Das Team beendete die Fussballmeisterschaft 2014/15 zum 18. Mal als Meister (zum 6. Mal in Folge) mit 12 Punkten Vorsprung auf den Zweitplatzierten BSC Young Boys. Schär wurde zum 3. Mal in Folge Schweizer Meister. Basel stand wieder im Final des Schweizer Cups, er ging aber gegen FC Sion 0:3 verloren. In der Champions-League-Saison 2014/15 avancierte Basel bis in den Achtelfinal. Unter dem neuen Trainer Paulo Sousa hatte Schär insgesamt 41 Einsätze, davon 30 in der Super League, 4 im Cup und 7 in der Champions League. Er schoss dabei ein Tor in der Super League.

#### TSG 1899 Hoffenheim
In der Saison 2015/16 spielte Schär für die TSG 1899 Hoffenheim in der deutschen Fussball-Bundesliga; er unterschrieb einen Vierjahresvertrag und erhielt im Kraichgau die Rückennummer 5. Über die Ablösesumme vereinbarten der FC Basel und die TSG Hoffenheim Stillschweigen. Beim 2:1-Sieg gegen Hertha BSC am 16. April 2016, dem 30. Spieltag der Saison 2015/16, erzielte er per Kopf seinen ersten und einzigen Bundesligatreffer.

#### Deportivo La Coruña
In der Saison 2017/18 spielte Schär für Deportivo La Coruña in der spanischen Primera División; er unterschrieb einen Vierjahresvertrag und erhielt die Rückennummer 24. Über die Wechselsumme wurde Stillschweigen vereinbart. Später jedoch wurde bekannt, dass es sich um drei Millionen Euro handelte.

#### Newcastle United
2018 wechselte er für vier Millionen Euro nach England zu Newcastle United. Zu Beginn spielte er keine wichtige Rolle. Ab dem 11. Spieltag jedoch war er in der Innenverteidigung gesetzt. Dies blieb zunächst auch 2019/20 so, gegen Ende der Spielzeit kam er aber überwiegend nur zu Kurzeinsätzen. In der Spielzeit 2020/21 kämpfte er mit Verletzungen und Erkrankungen, mit nur 18 Premier-League-Einsätzen. 2021/22 stand er aber bei 25 Spielen in der Startformation und 2022/23, in der bisher erfolgreichsten Spielzeit des Clubs, fast immer. Dies dank dem neuen Trainer Eddie Howe, der die Verteidigung des ehemaligen Abstiegskandidaten zur physisch stärksten der Liga gemacht hat.

### Nationalmannschaft
Sein erstes Länderspiel absolvierte Schär in der U-19 der Schweiz am 29. Februar 2012. Das Team verlor gegen die U-19 von Österreich 0:2. Bei den Olympischen Spielen 2012 spielte er im Schweizer Nationalkader.
Am 14. August 2013 wurde Schär gegen Brasilien erstmals in die Nationalmannschaft berufen. Die Schweiz gewann durch ein Eigentor von Dani Alves mit 1:0.
Bei der Fussball-Europameisterschaft 2016 in Frankreich wurde er in das Aufgebot der Schweiz aufgenommen. In der Auftaktpartie gegen Albanien erzielte er bereits nach wenigen Minuten das erste Turniertor für die Schweiz per Kopfball nach einem Corner, dies blieb das entscheidende Tor der Partie. Er gehörte zu den Spielern, die alle Turnierpartien über die volle Spielzeit bestritten. Im Achtelfinal war er einer der erfolgreichen Schützen im abschliessenden Penaltyschiessen, das trotzdem 4:5 ausging und das Turnierende für das Team brachte.
Bei der Weltmeisterschaft 2018 in Russland gehörte er zum Aufgebot der Schweiz. Er kam zu drei Einsätzen und schied mit der Mannschaft im Achtelfinal aus. Für die Europameisterschaft 2021 und die EM 2024 wurde er ins Nati-Kader berufen.

## Titel und Erfolge
FC Basel
- Schweizer Meister: 2013, 2014, 2015
- Uhrencupsieger: 2013
- Rookie of the Year: 2013

### Newcastle United
- League-Cup-Sieger: 2025